# Бент (окръг)
Окръг Бент (на английски: Bent County) е окръг в щата Колорадо, Съединени американски щати. Площта му е 3991 km², а населението - 5938 души (2017). Административен център е град Лас Анимас.